# Amboss

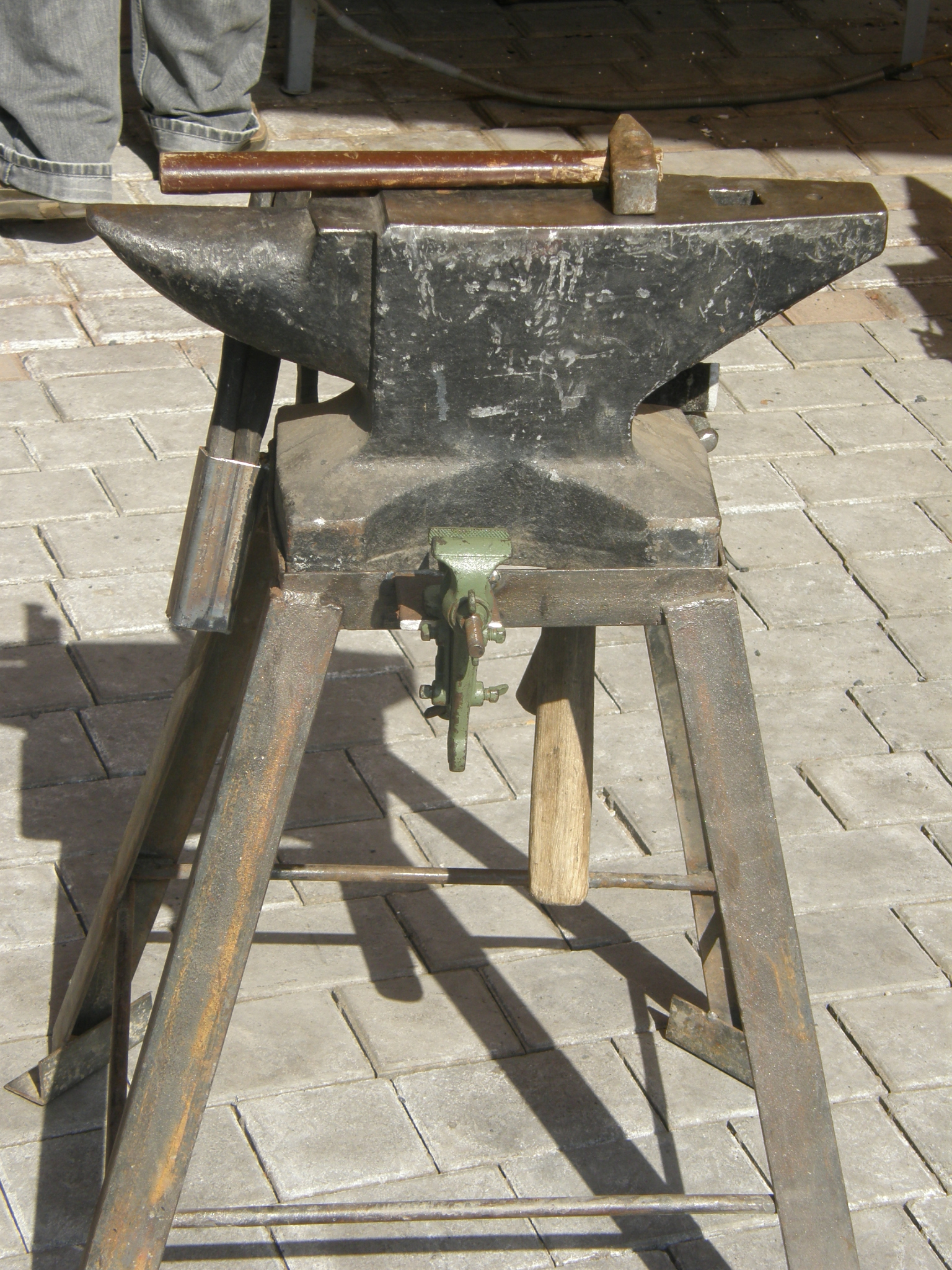
Amboss, englische Form, vom 12. Schmiedefestival in Donezk (Ukraine), 2010

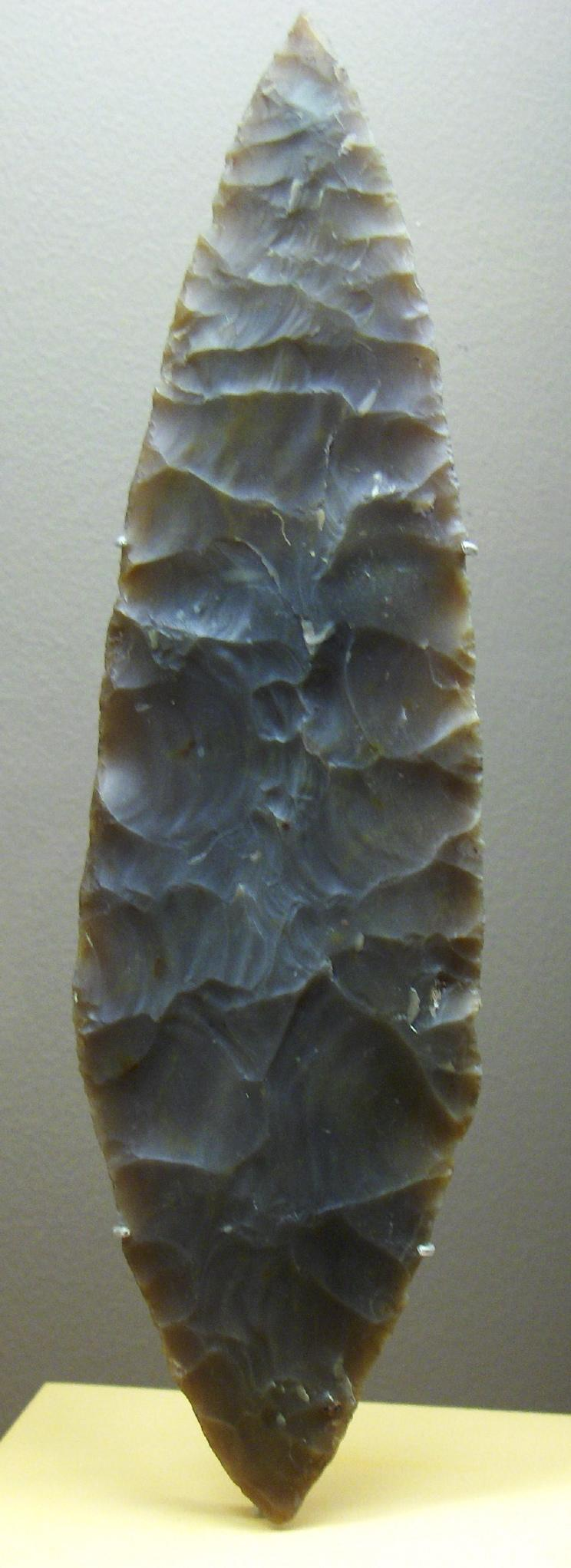
Blattspitze des Solutréen, vor 20.000 Jahren auf einem Amboss aus Stein gefertigt. Länge etwa 40 cm

Ein Amboss (Mehrzahl Ambosse, von althochdeutsch anabōʒ: „Woran (worauf) man schlägt“) ist ein Block aus Stahl zur Unterlage beim Umformen, dem Bearbeiten von meist „warmen“, d. h. glühenden Eisenmetallen. Ein Amboss ist bis zur Gegenwart ein elementares Grundwerkzeug und zählt zum unverzichtbaren Bestandteil einer Schmiede. 
Auf dem Amboss wird das zu bearbeitende Werkstück mit oder ohne Zuhilfenahme von Setzhämmern oder anderen Hilfshämmern durch einen oder mehrere Schmiedehämmer geformt. Die Oberfläche der Ambossbahn ist gehärtet. Je nach Typ sind Ambosse zwischen 5 kg und 550 kg erhältlich.

## Geschichte
Der Amboss ist das älteste Grundwerkzeug. Frühe Menschen nutzten bereits in der Altsteinzeit vor mindestens 20.000 Jahren einen Amboss aus natürlich entstandenen Steinen mit abgeflachter Oberfläche, um mittels spezieller Abschlagtechniken meist Feuerstein zur Fertigung von Faustkeilen, Klingen oder Spitzen für Speere zu bearbeiten. Den hohen Stand des handwerklich geschickten Einsatzes zwischen Schlagstein (Hammer), Zwischenstücken (als frühe Hilfshämmer) z. B. aus Geweih in der Punchtechnik und Amboss bezeugt anschaulich die Schildkern-Technik der Neandertaler. Zu den eindrucksvollsten in Blattform auf einem frühen Amboss geschlagenen Werken zählen die vor ungefähr 20.000 Jahren in Europa geschaffenen und bis zu 40 cm langen, hauchdünnen (im Kern fünf bis sechs Millimeter) Spitzen aus Feuerstein während der Solutréen-Kultur.
Zu Beginn der Metallbearbeitung in der Kupfersteinzeit wurden zunächst gediegene Metalle wie Gold und Kupfer auf einem (Stein-)Amboss bearbeitet. Bisher älteste Funde von Kupferplättchen für Schmuck stammen aus dem 8. Jahrtausend v. Chr. aus Anatolien.
In der Folge des gezielten Abbaus von Kupfererz und dessen Verhüttung spätestens im 6. Jahrtausend v. Chr. im heutigen Serbien (Pločnik) wurden auch die bekannten Kupferbeile auf einem Amboss kalt ausgeschmiedet und deren Schneide somit verfestigt.
In der Bronzezeit kamen neben den Ambossen aus Stein auch erste aus Metall (Bronze) zum Einsatz. Neben einfachen Formen gab es bereits solche mit einem seitlichen Rundhorn – z. B. zum Kaltschmieden von Ringen oder Armreifen.
Nachgewiesen seit der Hallstattzeit wurden erste Ambosse aus Eisen verwendet und setzten sich allmählich durch. Man kann davon ausgehen, dass durch die frühe Nutzung und Verhüttung von Eisenerz durch die Hethiter es auch vorher Eisenambosse gab. Seit dieser Zeit ist auch das Feuer zum Schmieden unentbehrlich und prägt bis heute das gültige Gesicht einer Schmiede.

## Aufstellung und Arbeitsweise

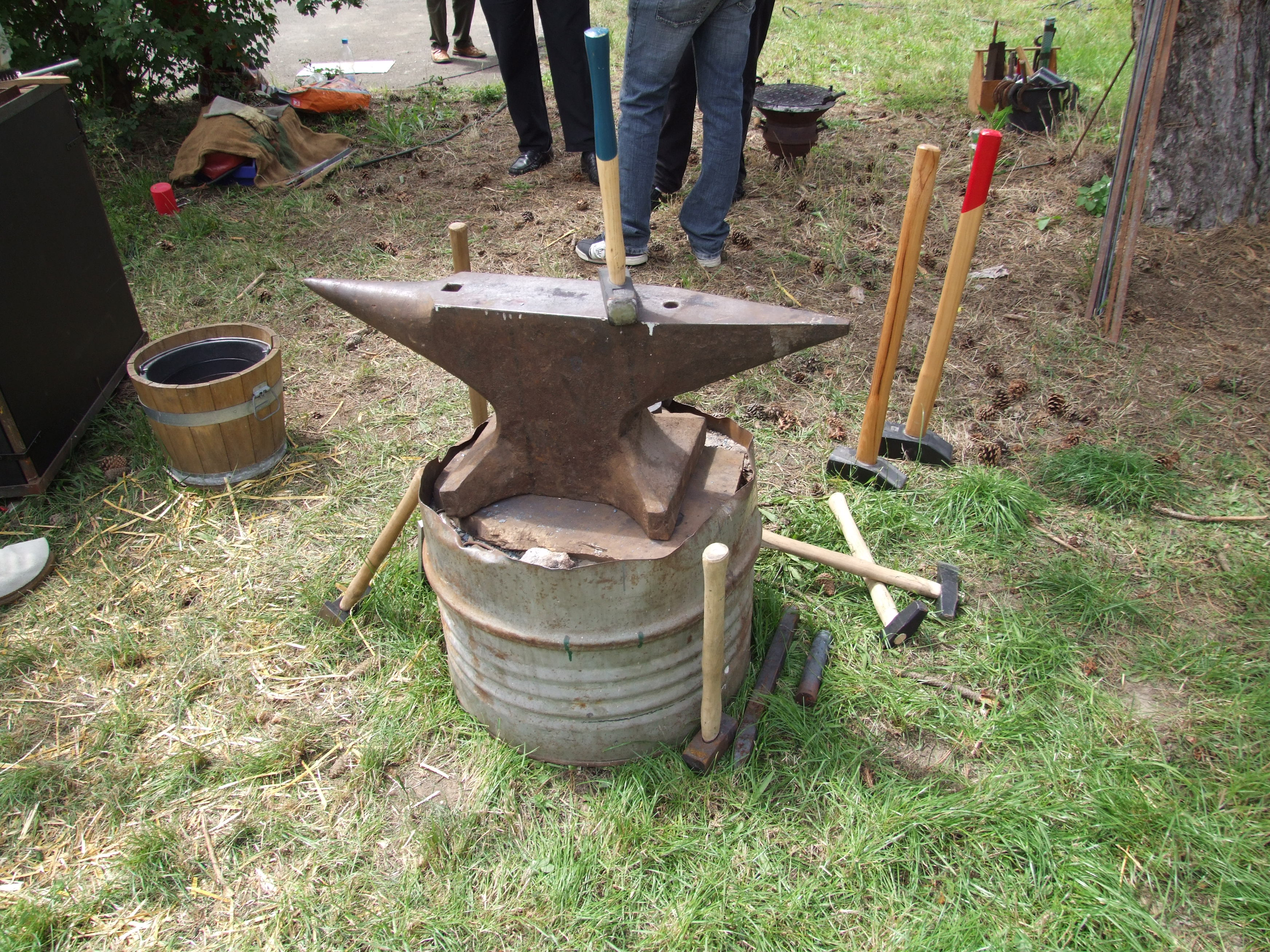
Amboss, klassische Form, für Kunstschmiede oder Hufschmiede

In der europäischen Antike war und im asiatischen Raum wie in Indien oder Indonesien ist das Schmieden auch heute noch in kniender oder hockender Position auf dem Boden üblich. In Japan steht der Schmied heute meist in einer Grube, die sich zwischen Esse und Amboss befindet. Auch in Europa gab es diese Anordnung, die z. B. bei einer archäologischen Ausgrabung in Lahnau-Atzbach gefunden wurde.
Im westlichen Kulturkreis stehen die meisten Ambosse heute dagegen auf einem Holzklotz, einer sandgefüllten Kiste, metallenen Beinen oder einer ähnlichen Unterkonstruktion, die einen massereichen und sicheren Stand bieten und dem Schmied ein Arbeiten in optimaler Höhe ermöglichen soll. Sehr schwere Ambosse ruhen auf einem schweren, in den Boden eingelassenen Holzklotz, dem Ambossstock oder Hammerstock.
Durch die richtige Aufstellung des Ambosses wird erreicht, dass der Amboss bei jedem Hammerschlag von oben denselben Impuls auch von unten in das Werkstück einbringt, der Schmied sagt dazu „der Amboss zieht“.

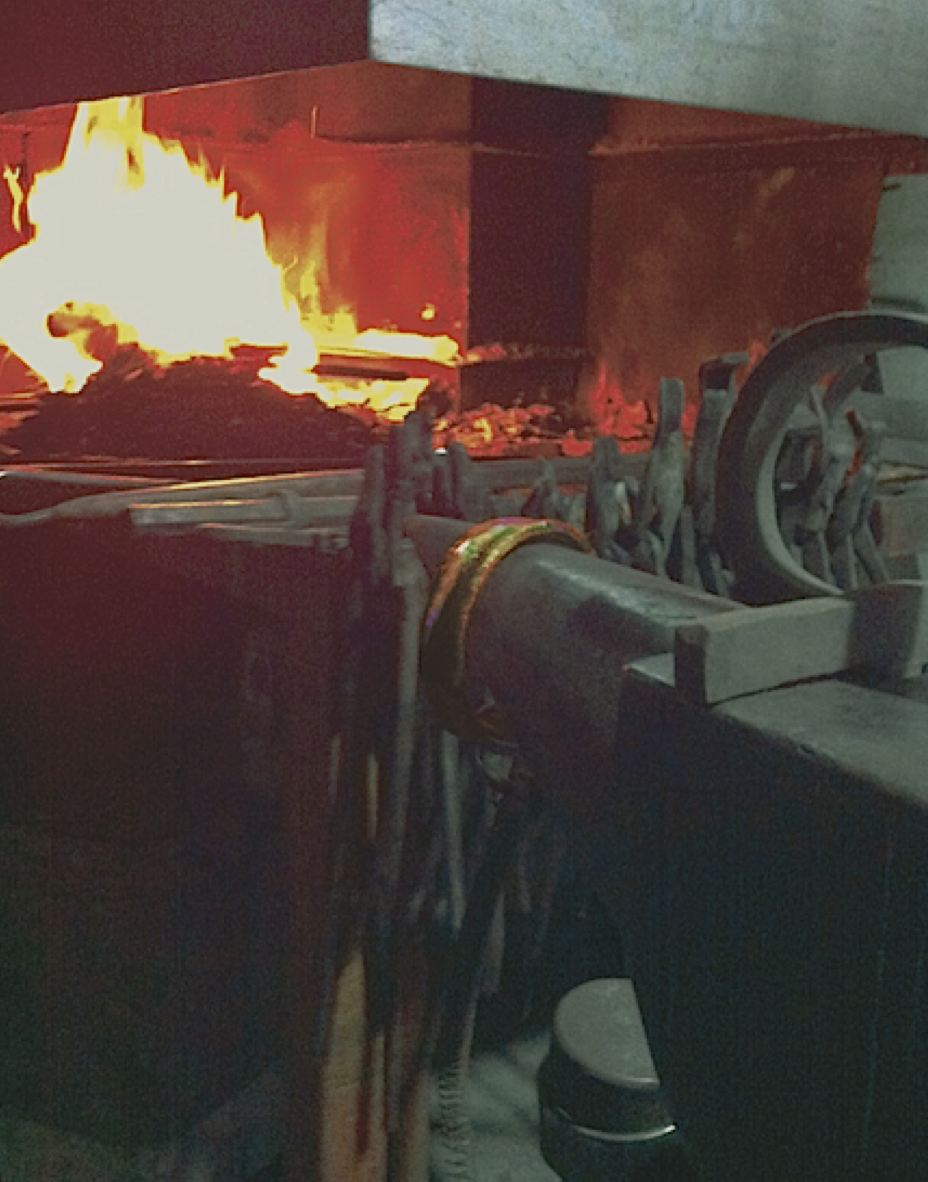
Federfixierter Metallring an Amboss-Rundhorn

Nach der Idee des Schmieds Ponti aus Mailand von 1833 wird gegen das laute Getöse beim Schmieden auf den seitlichen Hörnern je ein Metallring mit Kette angebracht. Diese Idee wurde später von Gaudencio Vicini mit einer Feder, die die Kette in gespanntem Zustand hält, weiter verbessert. Mit diesem Vorgehen lässt sich die unangenehme und schädliche Geräuschentwicklung beim Schmieden erheblich verringern.

## Herstellung
Ambosse sind heute im Allgemeinen entweder komplett als Stahlguss ausgeführt oder gegossen und mit einer aufgeschweißten Stahlbahn versehen und – seltener, meist historisch – komplett geschmiedet. Wenngleich ein Amboss aus Stahlguss durch seine hohe Härte sehr gut "zieht" und sehr widerstandsfähig gegen Abnutzung ist, so ist sein sehr heller und durchdringender Klang störend und kann zu erheblichen Schädigungen des Gehörs führen. Daher ist dringend anzuraten, mit Gehörschutz zu arbeiten. Eine geeignete Unterlage zwischen Amboss und Untersatz dämpft den Klang etwas.
Geschmiedete Ambosse werden heutzutage nicht mehr hergestellt und gelten daher als seltener. Sie klingen etwas weniger, „ziehen“ jedoch vergleichbar gut wie ihre gegossenen Gegenstücke. Traditionell wurden Ambosse aus einzelnen Eisenstücken (z. B. Puddeleisen) zusammengesetzt und Stück für Stück im Feuer zusammengeschweißt. Die Oberfläche zum Schmieden wurde entweder aufgekohlt oder ebenfalls mit einer aufgeschweißten, harten Stahlplatte versehen.
Einen guten Kompromiss stellen gegossene und mit Stahlbahn versehene Ambosse dar. Sie klingen nicht so schrill wie reiner Guss, sind aber deutlich leichter zu beschaffen und billiger als geschmiedete Ambosse. Sie sind gut erkennbar an den für alle Gussambosse üblichen Lunkern und Poren auf der Unterseite und der parallelen Schweißnaht unterhalb der aufgeschweißten Stahlbahn (je nach Endbearbeitung).

## Aufbau, Varianten und Anwendung

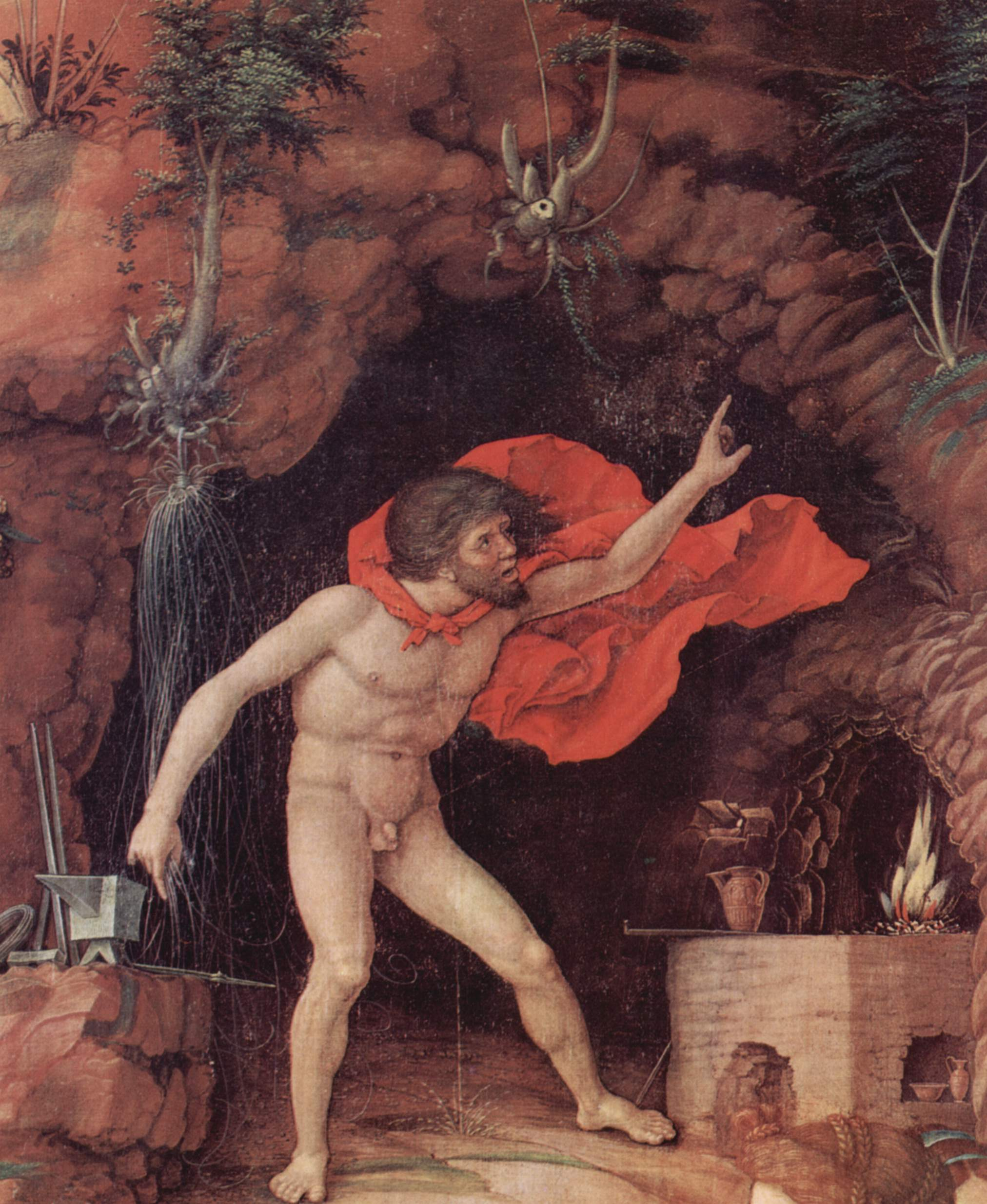
Darstellung des Hephaistos, des griechischen Gottes der Schmiedekunst, in seiner unterirdischen Schmiede – mit einem „modernen“, nicht aus der Antike stammenden Amboss (Französische Form), Detail des Gemäldes „Der Parnass“ (1497) von Andrea Mantegna, im Louvre

Die heute bekannte Grundform wurde im Spätmittelalter entwickelt. Davon abweichend entstanden regional eine Vielzahl von differenzierten Ambossformen, die jeweils an den Erfordernissen der Werkstücke und deren Größe angepasst wurden.
Im Lauf der Jahrhunderte haben sich verschiedene Varianten ausgebildet, z. B.: Böhmische Form, Norddeutsche Form, Süddeutsche Form, Angelsächsische oder Englische Form. Sie werden vorrangig von Kunstschmieden, Hufschmieden und Schlossern (Metallbauern) eingesetzt. So gut wie alle heute verwendeten Bauweisen besitzen einen Grundkörper mit der geraden oder minimal gewölbten Bahn und davon ausgehend ein oder zwei spitz zulaufende Hörner (meist Rund- und Vierkanthorn), an denen Stäbe, Ringe o. ä. gebogen oder geschweißt werden können.
Außer den „typischen“ Formen sind z. B. für Wagner, Nagelschmiede, Messerschmiede, Goldschmiede und Silberschmiede u. w. zu spezialisierten Anwendungen eigene Bauweisen üblich.
Eine neu durchdachte Form (nicht geschmiedet), der sogenannte Habermann-Amboss (225 kg) wurde um 2005 vom "Schmiedepapst" Alfred Habermann geschaffen.
Bis zur Einführung des Gasschmelzschweißens in den Apparatebau verwendeten Kupferschmiede zum Feuerschweißen einen beheizten Amboss. […] „Bis 1925 werden bei der Samesreuther & Co. GmbH in Butzbach und bei Carl Canzler in Düren Nickelbauteile bis 5 mm Wandstärke auf dem beheizten Amboss mit dem Handhammer zusammengeschweißt.“
Der Amboss des Gold- und Silberschmieds wird je nach Ausführung Sperrhaken oder Bretteisen genannt.
An manchen, z. B. am Süddeutschen Amboss oder Habermann-Amboss, ist an der Bahn seitlich noch ein sogenannter Voramboss angeschweißt, der nach unten bogenförmig verjüngt und zum besseren Richten auf der Bahn dient oder zum engen Biegen bzw. Schmieden von in sich gekrümmten Werkstücken. Zusätzlich können noch massive Stauchplatten (Staucher oder Stauch) im unteren Bereich am Amboss vorhanden sein. Sie dienen zum Stauchen längerer Werkstücke und Stäbe. Zur Standfestigkeit sind entweder wie bei dem Französischen Amboss zierliche oder meist massive Füße ausgestellt und fest verbunden.
Oben auf der Bahn sind meist ein Vierkantloch und ein oder zwei Rundlöcher durchgängig eingelassen. Das Vierkantloch (auch Gesenkaufnahme genannt) dient zur Aufnahme von Form- und Schneidwerkzeugen wie Hilfsamboss, Abschrot, Hörnchen, Schwanenhals, Ambossgabel etc. In der klassischen Schmiedesprache werden diese Werkzeuge auch Stöckel genannt.
Das/die Rundlöcher werden zum Lochen mit dem Lochdorn genutzt, zum Biegen oder auch zur Aufnahme von Hilfswerkzeugen. Unterhalb der Bahn haben manche Ambosse noch eine gewölbte Brust zum Bearbeiten größerer Radien.

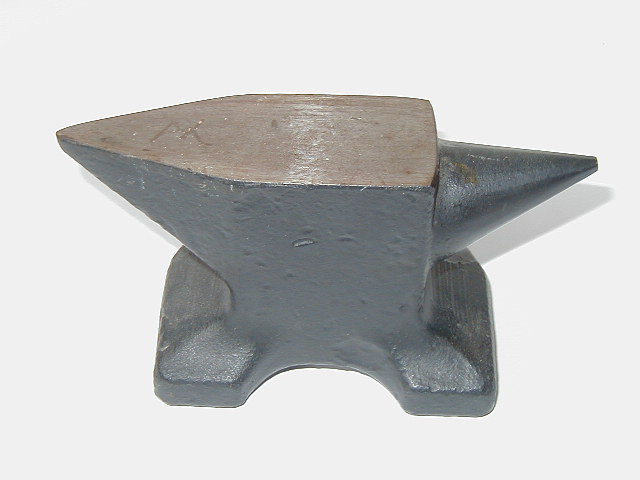
Kleinamboss, ca. 2–5 kg
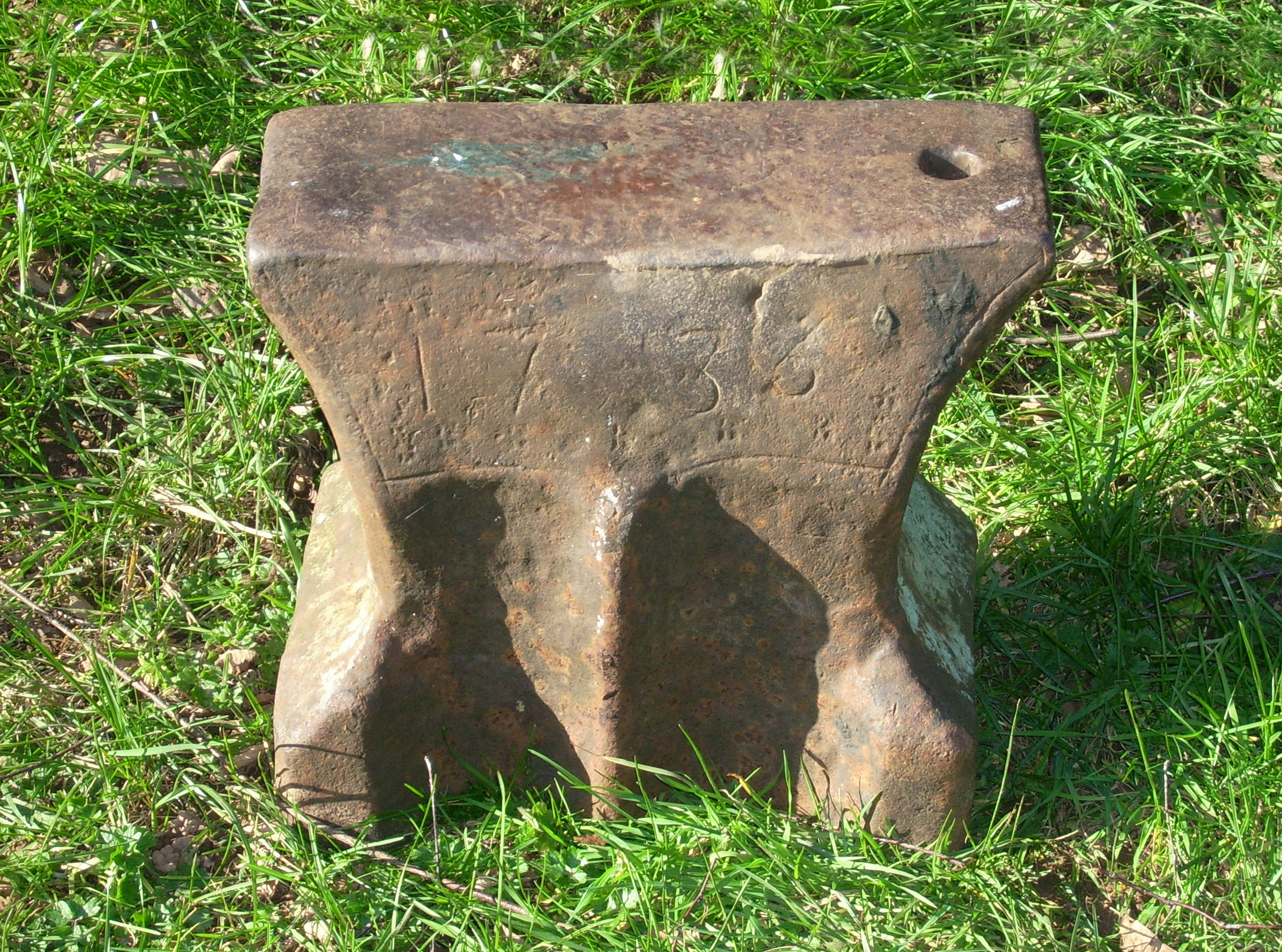
Amboss von 1736
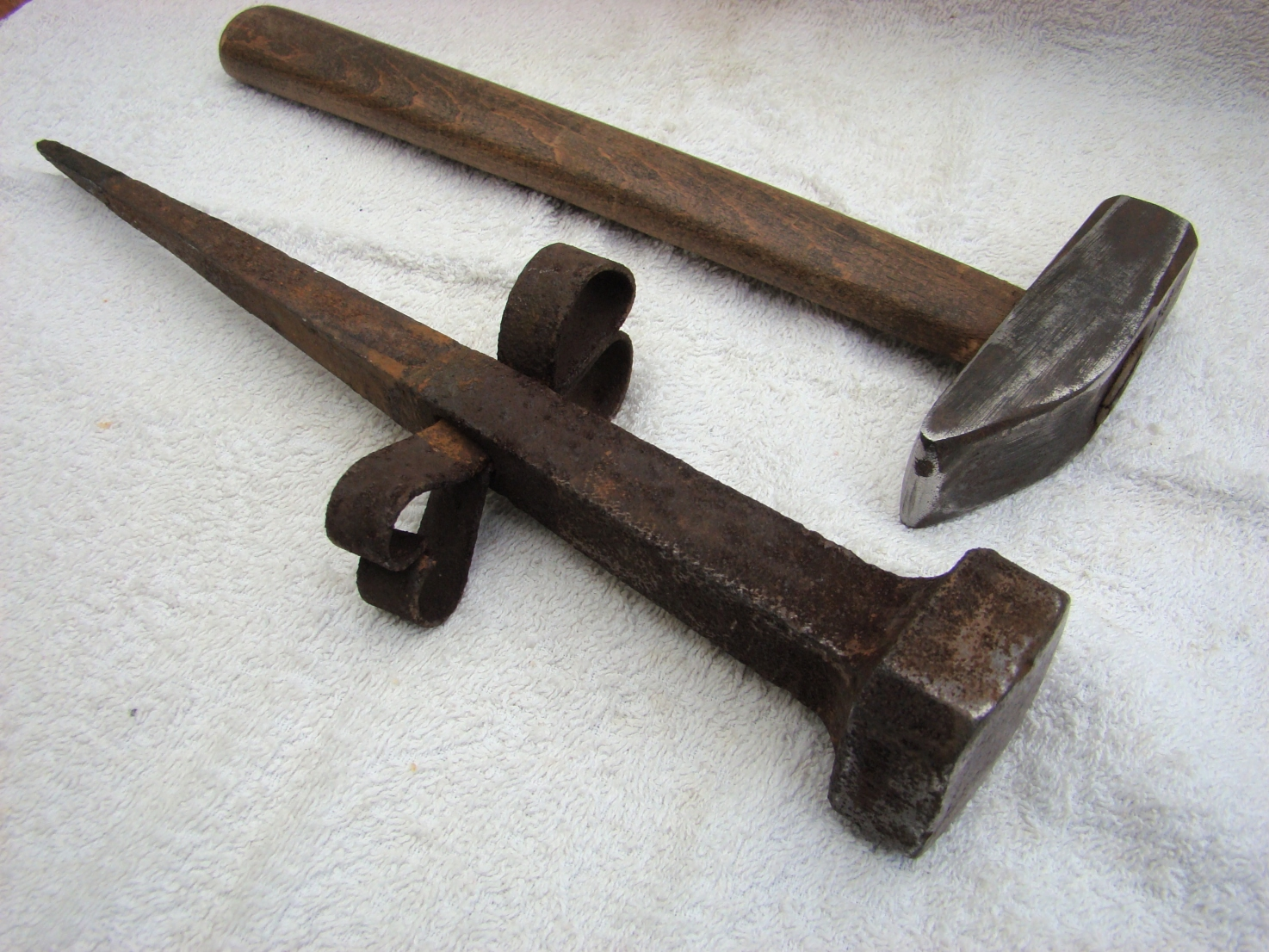
Dengelamboss und Dengelhammer
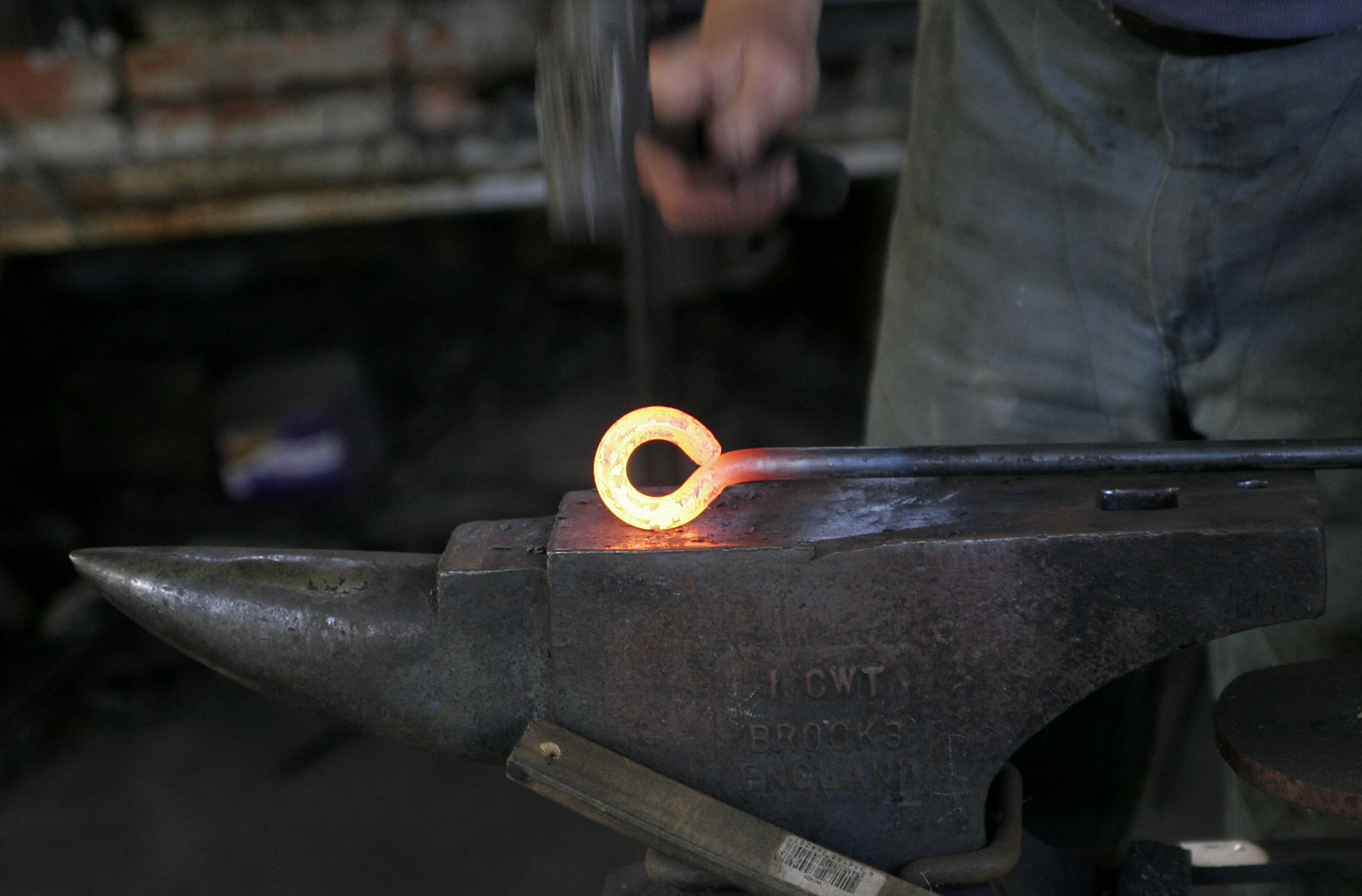
Schmieden am Amboss
Amboss (englische Form) und Vorschlaghammer (englische Form)
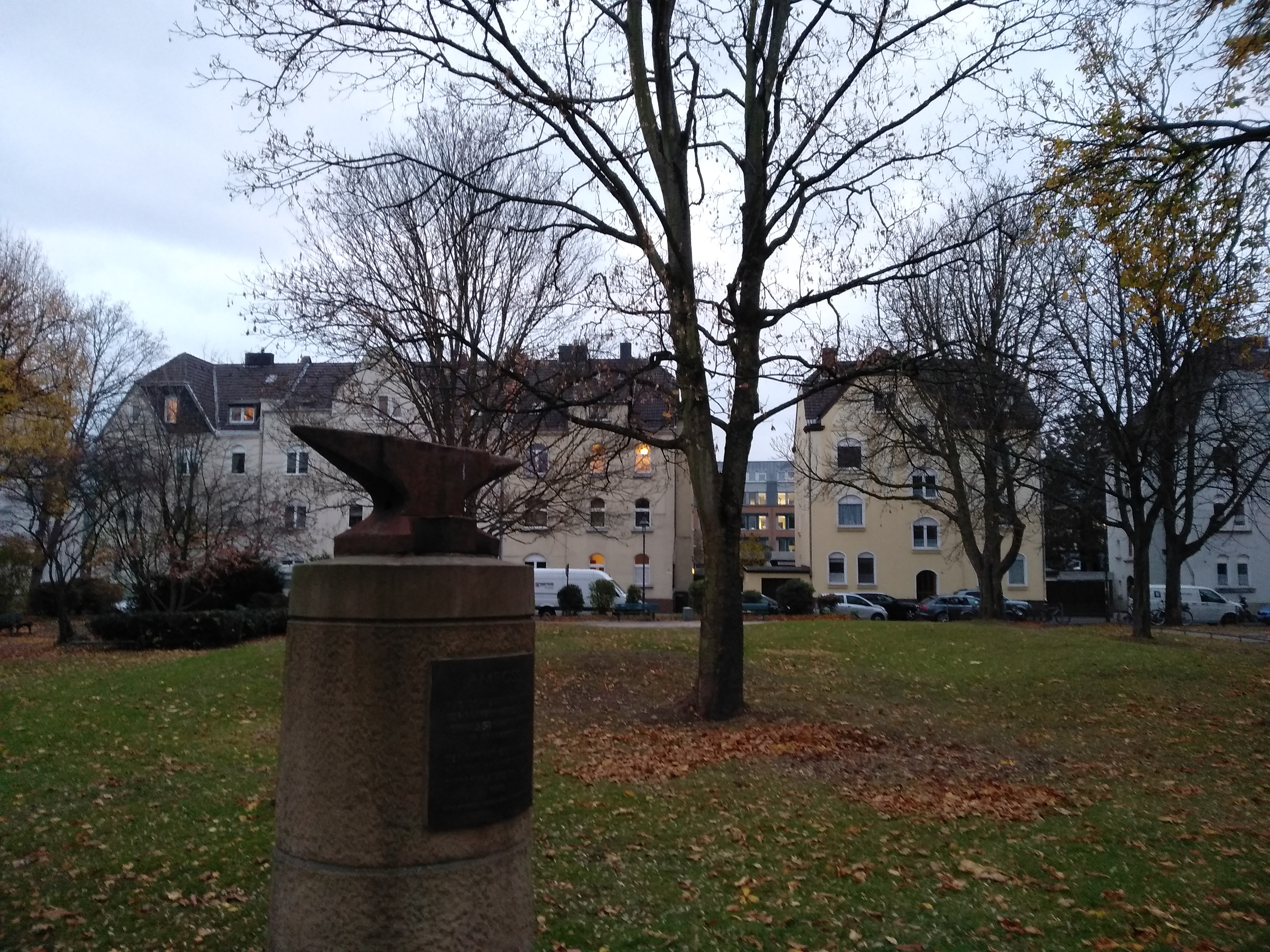
Der Amboßplatz in Düsseldorf-Lörick mit gleichnamigen Denkmal
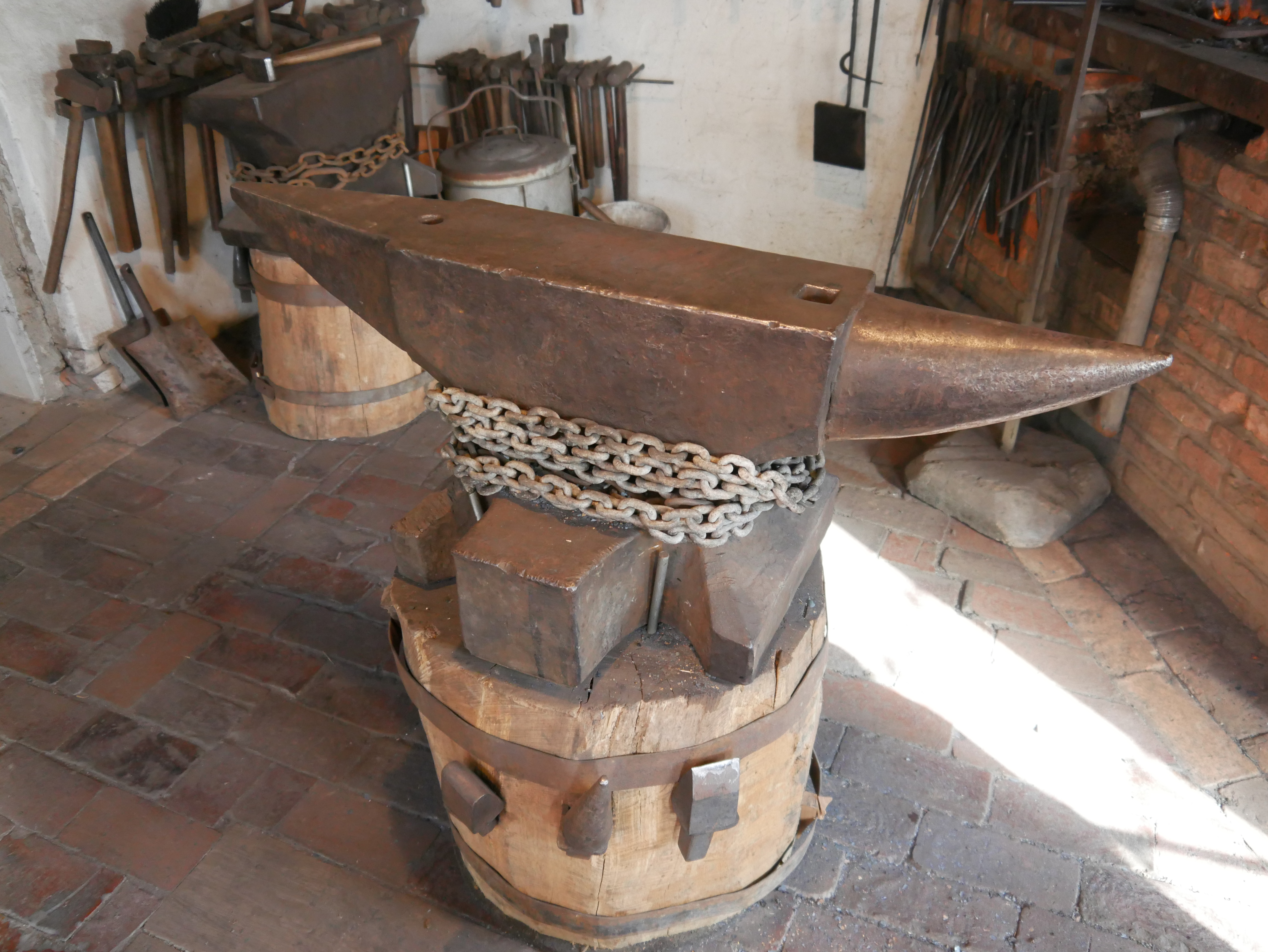
Amboss in norddeutscher Form im Beckedorfer Schmiedemuseum in der Nähe von Bremen

## Musikinstrument
Den Amboss als Soloinstrument haben Komponisten von Auber („Le Macon“, 1825) bis Britten (The burning fiery furnace, 1966) eingesetzt. Bekannte Beispiele finden sich bei Verdi (Il trovatore (1853), Zigeunerschmiede im 2. Akt), Wagner (1853, Das Rheingold mit den berühmten Verwandlungen 2./3. und 3./4. Bild, 18 Ambosse, auf F in drei verschiedenen Oktaven notiert; Siegfried, 1. Aufzug), Walton (Belshazzar’s feast). Auch Albert Parlow rückte ihn ins Rampenlicht und erlangte mit seiner Ambosspolka Weltruhm. Von Wagner inspiriert schrieben der Berliner Militärmusiker eine Polka für Solo-Amboss (1854) und sein böhmischer Kollege Julius Fučík einen Konzertmarsch Die lustigen Dorfschmiede (1908).
Für Ambossklänge verwenden einige Opernorchester echte Ambosse, während andere schwere Stahlplatten mit einer Stärke von mehr als 2,5 Zentimetern oder Abschnitte von Eisenbahnschienen einsetzen.
Bereits im Frühmittelalter kannte man den Amboss als Musikinstrument. Die Theorie von Hipólito Rossy, dass der Rhythmus von Hammer und Amboss in den Hammerschmieden der Ursprung der komplexen 12/8-Rhythmen im Flamenco, speziell in der Seguiriya sei, ist umstritten. Die Härte der Arbeit und der Lärm sprechen dagegen, dass während der Arbeit solche Gesänge gesungen werden konnten.

## Mythologie
Aufgrund der Nutzung des Ambosses seit der frühen Entwicklung der Menschheit wurden ihm als dem Werkzeug des Schmieds magische Kräfte nachgesagt. Ein Schmied beschloss traditionsgemäß mit fünf leichten Schlägen auf den leeren Amboss den Arbeitstag. Dieser Brauch stand mit der Sage in Verbindung, wonach der an einen Amboss geschmiedete Teufel seine Ketten durchzufeilen versuchte. Mit zwei Schlägen wurde er gerufen und gebannt und mit drei Hammerschlägen wurden die Ketten wieder geschlossen und gefestigt. So sollten die fünf Schläge der Abwehr von bösen Mächten dienen.

## Sprichwörter und Zitate
- „Amboß oder Hammer sein“ aus dem Gedicht Ein andres von Johann Wolfgang von Goethe aus dem Zyklus Gesellige Lieder, das besagt, dass man sich im Leben entscheiden muss, zwischen „leiden oder triumphieren“ (Zitat aus dem Gedicht).
- „Der Amboss erschrickt vor dem Hammer nicht.“
- „Der Amboss ist des Lärms gewohnt.“
- „Wer sich vor den Amboss stellt, dem fliegen die Funken in die Augen.“
- „Ein guter Amboss fürchtet keinen Hammer.“ (italienisch)
- „Der Amboss lebt länger als der Hammer.“ (italienisch)
- „Ein Amboss hätte viel zu tun, wenn er bei jedem Schlage seufzen wollte.“
- „Wenn man beim Amboss lacht, fliegt der Hammer alleine.“
- „Heute Amboss, morgen Hammer.“
- „Man muss nicht stets auf einem Amboss schmieden.“ (französisch)
- „Wer zwischen Amboss ist und Hammer, dem fehlt es nicht an Jammer.“
- „Gelenkig wie ein Amboss.“
- „Aller Anfang ist schwer, sprach der Dieb und stahl einen Amboss.“